# Conselho Municipal de Meio Ambiente (Brasil)
Os conselhos municipais de meio ambiente são órgãos colegiados inseridos no poder executivo municipal de natureza deliberativa ou consultiva integrados por diferentes atores sociais (governo, empresariado, universidades, trabalhadores e sociedade civil) que lidam com temas relacionados ao meio ambiente e que integram a estrutura dos órgãos locais do Sistema Nacional do Meio Ambiente (SISNAMA), sistema que se encontra previsto no artigo 6º da lei federal nº. 6.938/1981.
Trata-se de uma estrutura administrativa peculiar à gestão ambiental no Brasil, tendo seu fundamento jurídico no artigo 20 da resolução nº. 237/97 do CONAMA (Conselho Nacional do Meio Ambiente) e no princípio da participação popular integrante do direito ambiental. Estes conselhos são uma representação em nível local do que ocorre a nível nacional como o CONAMA (Conselho Nacional de Meio Ambiente).
Estes conselhos de políticas públicas têm a função de opinar e assessorar o poder executivo municipal – a prefeitura, suas secretarias e o órgão ambiental municipal – nas questões relativas ao meio ambiente. Nos assuntos de sua competência, funcionam também como um fórum para se tomar decisões, podendo possuir um caráter deliberativo, consultivo e normativo. A composição e quantidade de membros desses conselhos variam de acordo com cada município.
No entanto, cumpre citar que apesar de poderem possuir caráter normativo, esta prerrogativa é limitada a expedir resoluções e deliberações, visto que a competência para criação de leis é uma exclusividade do poder legislativo, que no caso dos municípios brasileiros é representado pela câmara de vereadores.
Apesar de ser ainda insuficiente a quantidade de municípios brasileiros que implantaram os conselhos municipais de meio ambiente, têm havido um crescimento de sua implantação no país. Nesse sentido, a maioria das capitais brasileiras já o possuem se destacando nacionalmente, o CONSEMAC do Rio de Janeiro (RJ), o CADES de São Paulo (SP), o COMAM sigla mais utilizada pelas capitais e que se refere aos conselhos de Salvador (BA), de Porto Alegre (RS), Recife (PE), João Pessoa (PB), Fortaleza (CE) e de Belo Horizonte (MG), o CONDEMA, sigla que denomina o conselho de Florianópolis (SC), o COMDEMA de Vitória (ES), de Manaus (AM) e de Porto Velho (RO), CONSEMMA de Belém (PA) e de Boa Vista (RR), o CMMA de Campo Grande (MS), o COMUMA de São Luís (MA) e também o Conselho Municipal do Meio Ambiente de Curitiba (PR).